# Der Mensch ist gut
Der Mensch ist gut ist eine Sammlung von fünf Erzählungen von Leonhard Frank. Frank tritt darin für einen radikalen Pazifismus ein.

## Inhalt
Die Geschichten behandeln in drastischer Weise die Grausamkeiten des Ersten Weltkriegs. Als Ursache des Krieges werden immer wieder die autoritären, kapitalistischen Gesellschaften der europäischen Nationen dargestellt. Die Handlungen der Geschichten sind miteinander verbunden, da die Hauptfiguren sich am Schluss alle demselben Protestzug für den Frieden anschließen.

### Der Vater
Robert ist Kellner in einem Hotelrestaurant. Er spart sein ganzes Geld für seinen Sohn. Als der Sohn zwanzigjährig einberufen wird und im Krieg fällt, verfällt Robert in Verbitterung und Gleichgültigkeit, bis eines Tages die Jahresversammlung einer Bauarbeitervereinigung im Hotel stattfindet. Von einem plötzlichen inneren Impuls angetrieben, betritt Robert das Podium und spricht zu der Menge: Er verdammt den Krieg und macht den Zuhörern die Ausmaße des Leidens und Sterbens an den Fronten bewusst. Dann führt er die Menge hinaus auf die Straße und immer mehr Menschen schließen sich dem Protestmarsch an.

### Die Kriegswitwe
Eine junge Frau verzweifelt daran, dass ihr Mann im Krieg fiel. Die üblichen Beschwichtigungsformeln wie „Es geht Millionen anderen Frauen genauso“, „Er fiel auf dem Feld der Ehre“ oder „Er starb fürs Vaterland“ können sie nicht mehr trösten. In einem Kolonialwarenladen gerät sie deshalb mit dem patriotisch gesinnten Ladenbesitzer aneinander. Sie bemerkt die Menschenmenge auf der Straße und hört den Kellner zu der Menge sprechen. Sie äußert ihre Wut auf die Kriegstreiber, der Kellner hingegen versucht ihr und allen Zuhörern klarzumachen, dass jeder am Krieg Mitschuld trage: Das Volk habe die Liebe vergessen und sich zu willenlosen Automaten machen lassen, was den Krieg erst ermöglicht habe. Er ruft zum Streik auf.

### Die Mutter
Eine Mutter wartet sehnsüchtig auf einen Brief ihres Sohnes, der an der Front ist. Als der Brief eintrifft, ist er schon tot. Als die Todesnachricht eintrifft, rennt sie erst stumm, dann laut schreiend durch die Straßen, bis zu einer Kirche, in der der Priester gerade Gott dafür dankt, dass er „unsere Waffen gesegnet und mit Sieg gekrönt“ habe. Sie schreit „Lüge!“ und stürzt am Altar nieder, die Christusfigur fällt ihr in die Hände. Sie führt mit der Figur die Gemeinde aus der Kirche. Ein Protestzug bildet sich, der sich an einer Kreuzung mit dem Protestzug des Kellners vereinigt.

### Das Liebespaar
In einem Leichenschauhaus wacht ein Paar, das sich mit Gas scheinbar das Leben genommen hat, plötzlich wieder auf. Zu Hause erwartet den Mann ein Stellungsbefehl. Er erklärt, warum er sich aus Gewissensgründen verweigern muss. Das Paar verlässt die Wohnung und gerät in eine protestierende Menschenmenge, die von Soldaten beschossen wird. Beide stellen sich bewusst den Kugeln entgegen und liegen am nächsten Tag wieder im Leichenschauhaus.

### Die Kriegskrüppel
Ein Stabsarzt in einem überfüllten Feldlazarett ist den ganzen Tag mit der Amputation von Gliedmaßen beschäftigt. Er lässt sich beurlauben, um in der Heimat gegen den Krieg zu agitieren. In einem Lazarettzug fährt er in Richtung Berlin und versorgt Soldaten mit den unterschiedlichsten Verwundungen und psychischen Störungen. In den Dörfern, durch die der Zug fährt, sieht er mehr und mehr Gruppen von Bauern, die sich auf der Straße versammeln. Die Verwundeten finden in Berlin keine Arbeit und keine Anerkennung. Erneut formieren sich Streiks und Protestzüge, die diesmal das ganze Land erfassen. Niemand hält die Massen auf, die, angeführt von Karl Liebknecht, zu einem Regierungsgebäude ziehen. Liebknecht betritt das Gebäude und erscheint mit den ehemaligen Machthabern an einem Fenster. Die Nachricht vom Erfolg der Revolution wird im ganzen Land verbreitet.

## Editionsgeschichte
Die Geschichte Der Vater erschien im November 1916 unter dem Titel Der Kellner in der von René Schickele herausgegebenen Zeitschrift Die weißen Blätter. Im Juni 1917 erschien an gleicher Stelle Die Kriegswitwe. Als Buch erschien die ganze Sammlung dann 1918 im Zürcher Max Rascher Verlag in der Reihe Europäische Bücher. Diese Ausgabe war im Deutschen Reich und in Österreich-Ungarn verboten, wurde aber illegal verbreitet. Erst nach Ende des Krieges konnte das Buch in Deutschland erscheinen, und zwar 1919 im Gustav Kiepenheuer Verlag in Potsdam. Für diese Ausgabe überarbeitete Frank den Text, so erscheint der Name Liebknechts in der letzten Geschichte erst ab dieser Ausgabe. 1936 folgte eine Ausgabe des Amsterdamer Querido Verlags und 1959 überarbeitete Frank den Text erneut für die sechsbändige Ausgabe seines Gesamtwerks im Ostberliner Aufbau-Verlag.

## Rezeption
Im Nachwort zur Reclam-Ausgabe bewertet der Ostberliner Germanist Ulrich Dietzel das Werk aus sozialistischer Perspektive: Er hält Frank dessen Bekenntnis zum Sozialismus und seine Ablehnung des Militarismus zugute, kritisiert aber seinen radikalen Pazifismus: Franks Eintreten für Liebe und Brüderlichkeit sowie seine Forderung, jeder müsse auch bei sich selbst nach Mitschuld am Krieg suchen, hält Dietzel letztlich für naiv und undurchführbar.